# Даниела Николаева
Даниела Николаева Николаева е българска гимнастичка (бивша), танцьор и понастоящем „адреналинка“ в комедийното тв шоу „Господари на ефира“.

## Биография
Родена е в Пловдив на 11 февруари 1989 г.

### Спорт
Бивша състезателка е по художествена и естетическа гимнастика, спечелила множество титли, купи и медали, от вътрешни и международни първенства и турнири, включително и от световни състезания.
Завършва НСА „Васил Левски“ с бакалавърска степен „треньор по гимнастика“. Понастоящем е „адреналинка“ в известното комедийно ТВ шоу „Господари на ефира“
Започва спортната си кариера през 1996 година, на 7-годишна възраст, в спортен клуб по художествена гимнастика „Тракия“, Пловдив. В детските си години има много успехи в категориите индивидуално и ансамбъл. Именно в тези години печели първата си републиканска титла – ансамбъл с 5 обръча.
През 2002 година преминава в КХГ „Левски“, София, където президент на клуба по ноова време е Нешка Робева. Там продължава с професионалната си спортна кариера. Става трикратна републиканска шампионка в ансамблите – веднъж при девойки младша възраст и 2 пъти във възраст жени.
След 12 години в художествената гимнастика и след успешно преминат тест през 2008 година е повикана в националния отбор на България по естетическа групова гимнастика. Там се състезава в продължение на 3 години, като с отбора печели 2 бронзови медала от световни първенства – през 2008 година в Торонто (Канада) и във Варна през 2010 година. През 2009 година момичетата се класират на 4-то място на Световното първенство в Москва. Между световните първенства участват и в редица турнири за световни купи: Картахена (Испания) – бронзов медал, София – златен медал, Бърно (Чехия) – бронзов медал, Грац (Австрия) – бронзов медал, Барселона (Испания) – 4-то място, и др.

### Танци
След края на спортната си кариера започва да се занимава професионално с модерни танци в Балет „Нова“ и участва в множество клипове с български и чуждестранни изпълнители, в концерти, реклами и телевизионни предавания.
През 2015 година след кастинг измежду над 2000 момичета е избрана за „адреналинка“ в известното българско комедийно ТВ шоу „Господари на ефира“, с което има договор до есента на 2018 година.